# Grabovac (gmina miejska Obrenovac)
Grabovac (cyr. Грабовац) – wieś w Serbii, w mieście Belgrad, w gminie miejskiej Obrenovac. W 2011 roku liczyła 2401 mieszkańców.